# Martinair
Martinair ist eine niederländische Frachtfluggesellschaft mit Sitz in Amsterdam und Basis auf dem Flughafen Amsterdam Schiphol. Sie ist eine Tochtergesellschaft der Air France-KLM und führte bis Oktober 2011 auch Passagierflüge durch.

## Geschichte

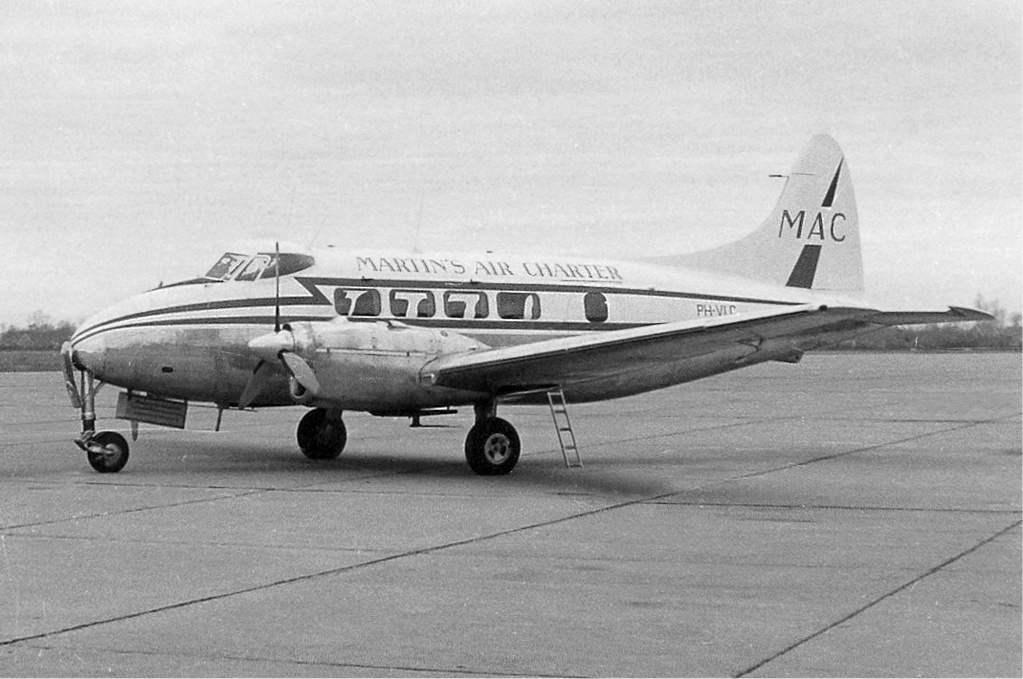
de Havilland Dove der Martin’s Air Charter Anfang der 1960er-Jahre

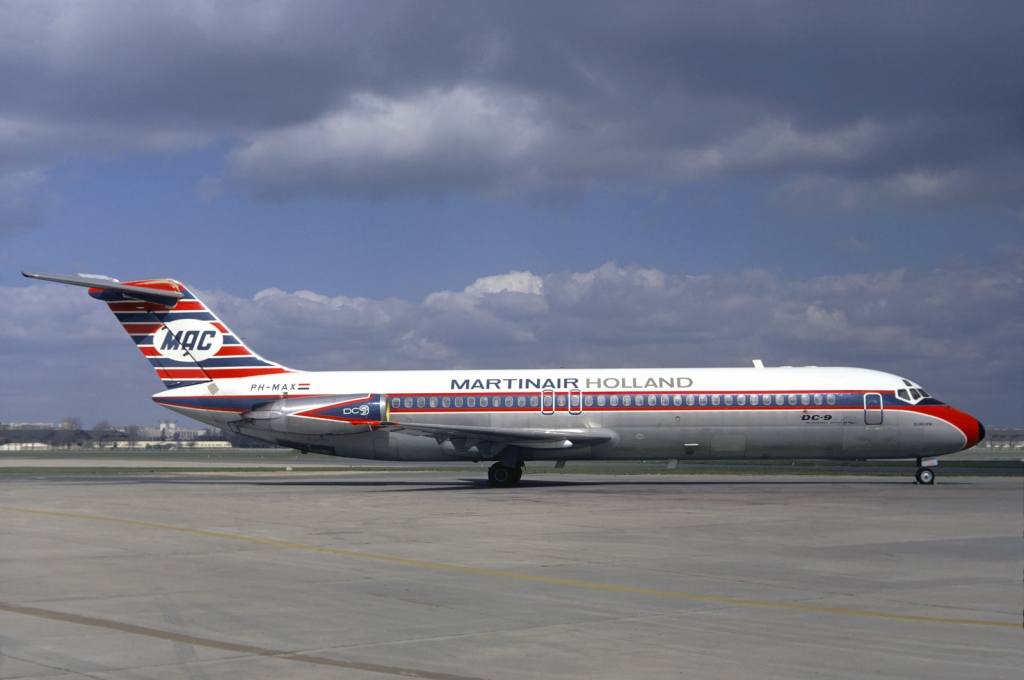
Douglas DC-9-30 der Martinair im Jahr 1973

### Eigenständige Entwicklung von 1958 bis 2008
Die heutige Martinair wurde 1958 vom ehemaligen niederländischen Luftwaffenpiloten Martin Schröder unter dem Namen Martin’s Air Charter, kurz MAC, gegründet. Seit den ersten Flügen mit Douglas DC-3 wurden Passagiere und Fracht befördert.
1966 wurde der Firmenname in Martinair Holland geändert, zwei Jahre später wurde mit einer Douglas DC-9 das erste Strahlflugzeug in die Flotte aufgenommen. Die McDonnell Douglas DC-10 ergänzte als erstes Großraumflugzeug ab 1973 die Flotte mit vier Exemplaren in der CF-Version, die sich kurzfristig vom Passagier- zum Frachtflugzeug umrüsten ließ.

### Jüngere Geschichte seit der Übernahme durch KLM

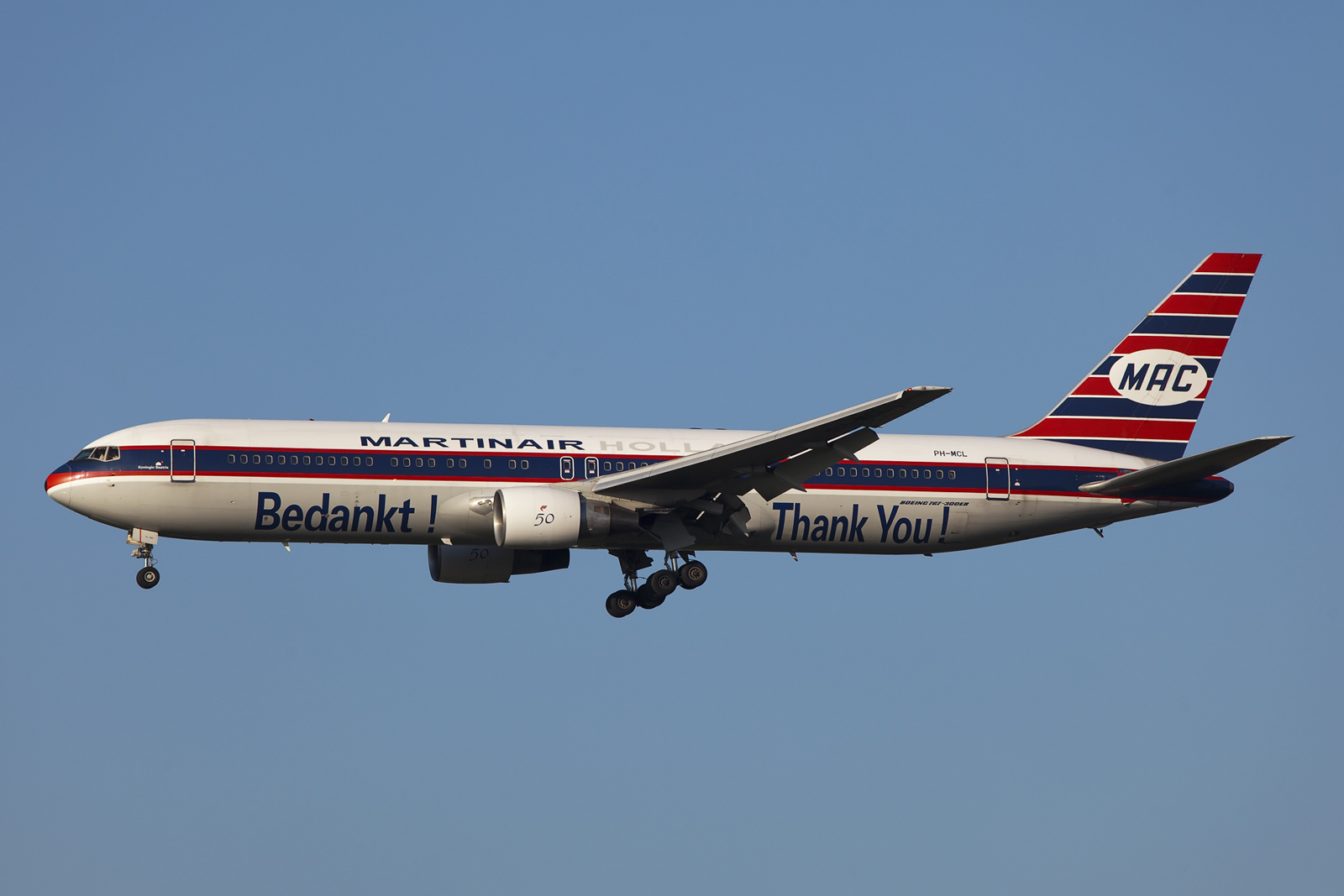
Boeing 767-300ER der Martinair bei der letzten Landung am 31. Oktober 2011

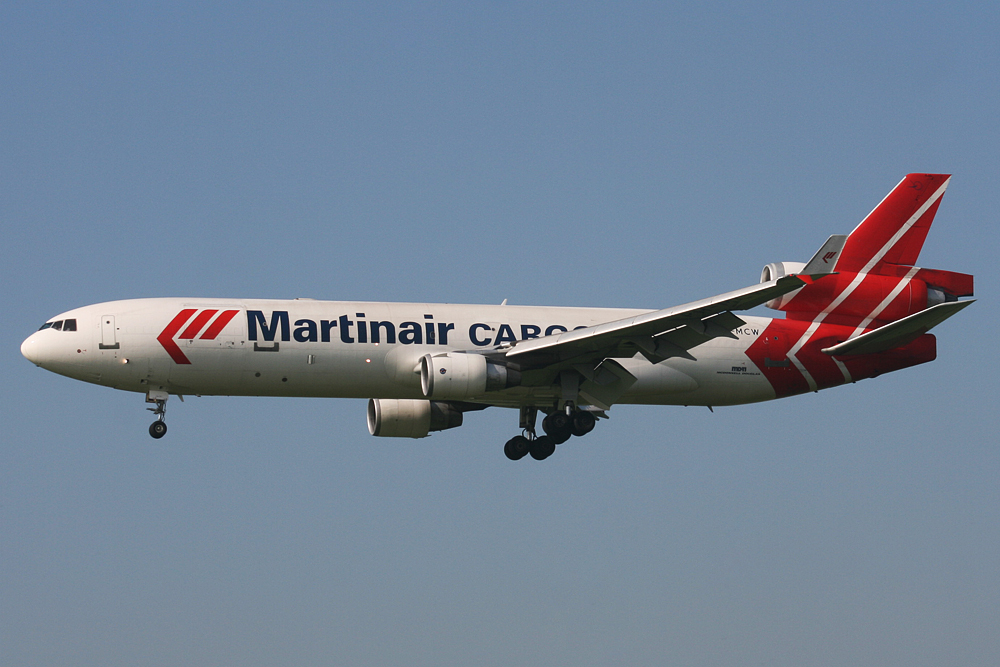
McDonnell Douglas MD-11F der Martinair Cargo im Jahr 2011

Am 17. Dezember 2008 stimmte die Europäische Kommission nach Einleitung einer Untersuchung im September 2008 einer vollständigen Übernahme durch KLM zu, die 1999 bereits einmal an Kartellauflagen gescheitert war. Eigentümer der Anteile des Unternehmens waren zuvor Air France und KLM mit zusammen 50 % sowie die dänische Unternehmensgruppe A. P. Møller-Mærsk mit ebenfalls 50 %.
Martinair selbst hielt eine Mehrheitsbeteiligung (58 %) an der kolumbianischen Tampa Cargo, welche 2008 an Avianca verkauft wurde. Der Flugzeugessen-Caterer Marfo (von Martinair Food) wurde ebenfalls 2008 veräußert. Heute gehört noch die Flugschule Martinair Vliegschool zum Unternehmen.
Ebenfalls 2008 feierte Martinair ihr fünfzigjähriges Bestehen unter anderem mit der Retrobemalung einer Boeing 767-300ER (Luftfahrzeugkennzeichen PH-MCL).
Im September 2010 wurde bekannt gegeben, dass Martinair zum Beginn des Winterflugplans 2011/2012 ab dem 1. November 2011 keine Passagierflüge mehr durchführen und sich auf das Frachtgeschäft konzentrieren sollte. Die Ziele der Passagierflüge wurden teilweise durch die Muttergesellschaft KLM übernommen.
Im November 2010 wurde Martinair zusammen mit zehn weiteren Fluggesellschaften wegen illegaler Preisabsprachen im Frachtgeschäft durch die Europäische Kommission zu einer Strafzahlung von 29,5 Millionen US-Dollar verurteilt.
Am 31. Oktober 2011 wurde mit einem Rundflug über die Niederlande der Passagierbetrieb eingestellt. Die genutzte Boeing 767-300ER, die seit 2008 eine Retrobemalung trug, wurde hierfür mit den Schriftzügen „Bedankt!“ und „Thank You!“ versehen. Anschließend wurden die drei bisher für Passagierflüge eingesetzten 767-300ER ausgeflottet.
Im Zuge einer Restrukturierung durch Air France-KLM wurden alle McDonnell Douglas MD-11F bis Juli 2016 ersatzlos ausgeflottet, dabei fielen etwa 330 Stellen weg.

## Flugziele
Die Flugziele waren bis 2008 je nach Saison besonders die Karibik bzw. Asien.
Heute führt Martinair Frachtflüge zu zahlreichen Zielen in Afrika, Mittel- und Südamerika sowie Europa durch.

## Flotte

### Aktuelle Flotte
Mit Stand April 2025 besteht die Flotte der Martinair aus zwei Flugzeugen mit einem Durchschnittsalter von 21,7 Jahren:
| Flugzeugtyp       | Anzahl | bestellt | Anmerkungen                         | Kapazität (in t) | Durchschnittsalter |
| ----------------- | ------ | -------- | ----------------------------------- | ---------------- | ------------------ |
| Airbus A350F      |        | 4        | ersetzen die 747-400F               | 109              |                    |
| Boeing 747-400BCF | 2      | 2        | betrieben unter der Marke KLM Cargo | 113,5            | 21,7 Jahre         |
| Gesamt            | 2      | 6        |                                     |                  | 21,7 Jahre         |

### Zuvor eingesetzte Flugzeugtypen

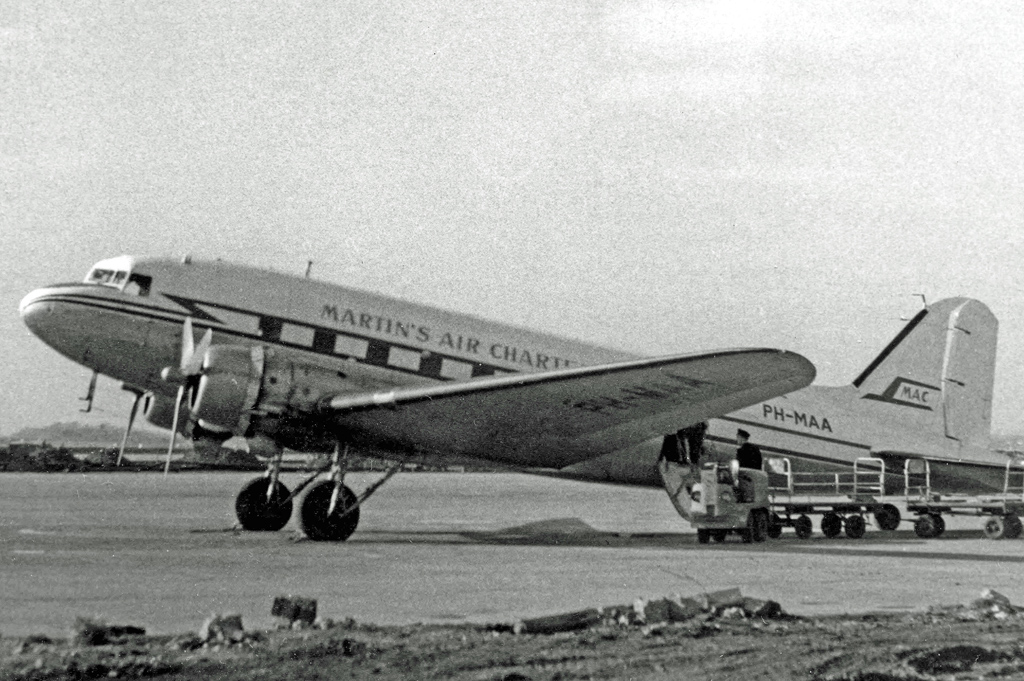
Douglas DC-3 der Martin’s Air Charter, 1961

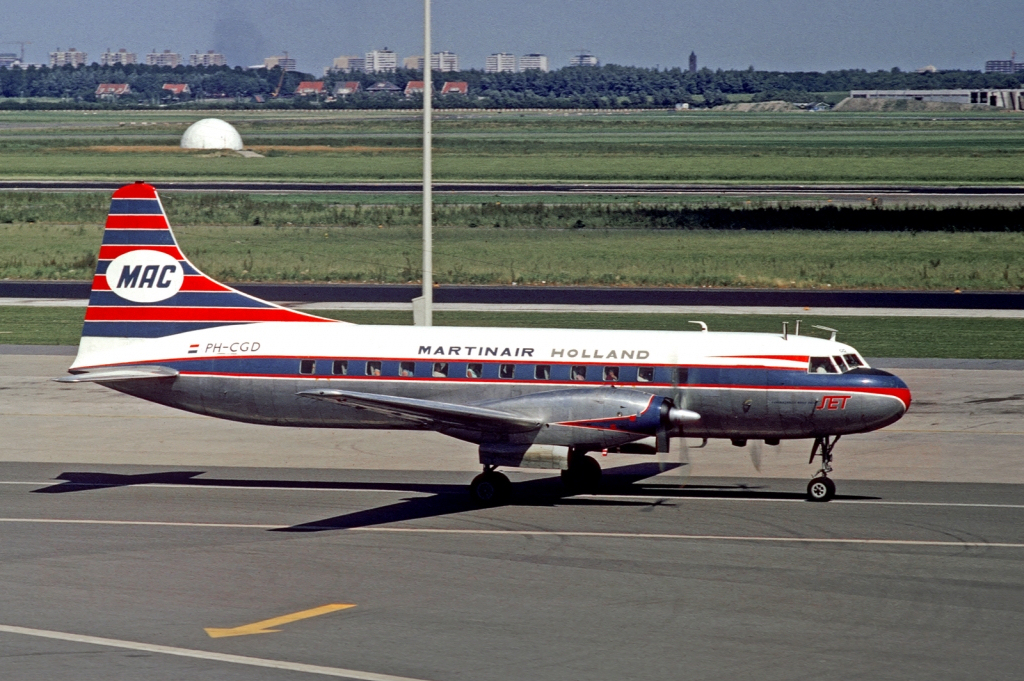
Convair CV-640 der Martinair, 1968

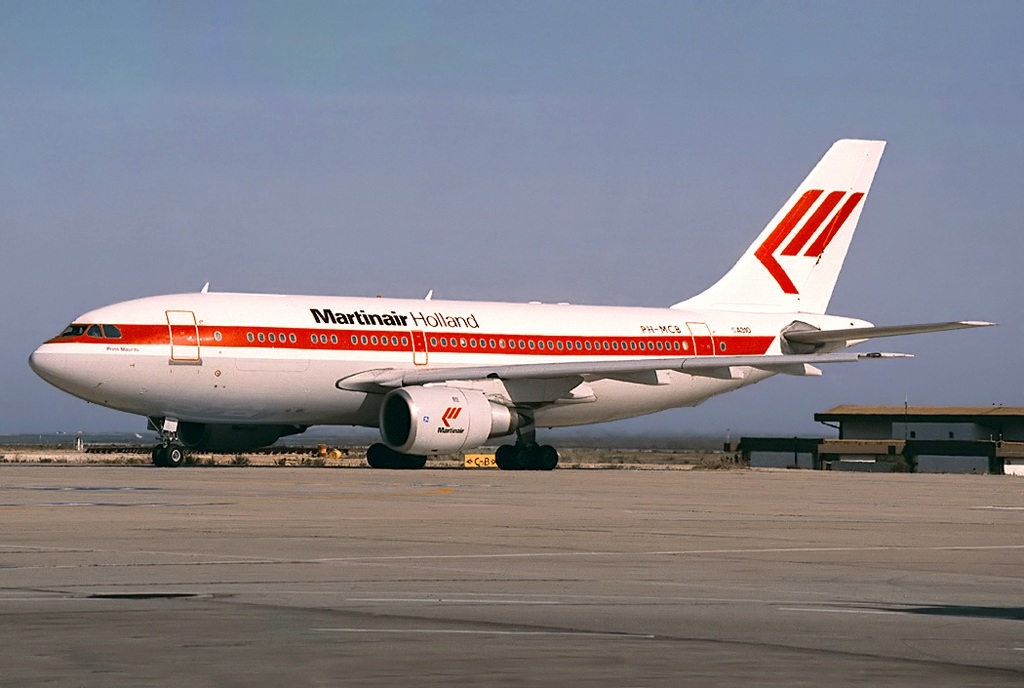
Airbus A310-200 der Martinair, 1991

In der Vergangenheit setzte Martin’s Air Charter/Martinair unter anderem folgende Flugzeugtypen ein:
- Airbus A310-200
- Airbus A320-200
- Boeing 737-800
- Boeing 747-200/300M
- Boeing 747-400ERF
- Boeing 747-400FSCD
- Boeing 757-200
- Boeing 767-300ER
- Convair CV-440
- Convair CV-640
- De Havilland DH.104 Dove
- De Havilland DH.114 Heron
- Dornier 228
- Douglas DC-3/C-47
- Douglas DC-4
- Douglas DC-6
- Douglas DC-7
- Douglas DC-8-30/50
- Douglas DC-9-30
- Embraer EMB 120
- Fokker F28-1000
- Fokker 70
- Lockheed L-188C Electra
- McDonnell Douglas DC-10-30
- McDonnell Douglas MD-11
- McDonnell Douglas MD-82

## Zwischenfälle
Martinair verzeichnet in ihrer Geschichte zwei Unfälle mit Todesopfern:
- Am 4. Dezember 1974 kollidierte eine Douglas DC-8-55 (Luftfahrzeugkennzeichen PH-MBH) beim Anflug auf Colombo mit einem Berg. Dabei kamen 191 Personen ums Leben – 182 indonesische Passagiere sowie 9 niederländische Crewmitglieder (siehe auch Martinair-Flug 138).[16]
- Am 21. Dezember 1992 verunglückte eine McDonnell Douglas DC-10-30 (PH-MBN)  bei der Landung auf dem Flughafen Faro in Portugal. Die Maschine zerbrach in zwei Teile und ging in Flammen auf. Gründe für das Unglück, bei dem 56 Menschen starben, waren schlechte Wetterbedingungen und menschliches Versagen (siehe auch Martinair-Flug 495).[17]